# بنسون بون
بنسون جیمز بون (انگلیسی: Benson James Boone؛ زادهٔ ۲۵ ژوئن ۲۰۰۲) خواننده و ترانه‌پرداز آمریکایی است. او که در مونرو، واشینگتن به دنیا آمده و بزرگ شده است، کار موسیقی خود را زمانی آغاز کرد که در یک نمایش استعدادیابی جانشین موقت یکی از دوستانش شده بود. بون بعداً در برنامه تلویزیونی موسیقی آمریکایی امریکن آیدل ظاهر شد و برای مدت کوتاهی قبل از کناره‌گیری داوطلبانه به رقابت پرداخت. او همچنان در تیک‌تاک به کسب محبوبیت ادامه داد و متعاقباً قراردادی با نایت استریت رکوردز، لیبل موسیقی متعلق به خواننده ایمجین درگنز یعنی دن رینولدز امضا کرد.
نخستین تک آهنگ بون، «شهر متروکه»، در اکتبر ۲۰۲۱ منتشر شد و در ۱۶ کشور وارد جدول فروش شد. بون از آن زمان چندین تک‌آهنگ موفق منتشر کرده است، از جمله «در ستاره‌ها» (آوریل ۲۰۲۲) و «چیزهای زیبا» (ژانویه ۲۰۲۴)، که دومی در صدر جداول بریتانیا، استرالیا، کانادا، فرانسه، آلمان، ایرلند و نیوزیلند قرار گرفت. «چیزهای زیبا» نخستین ترانهٔ او بود که وارد پنج رتبهٔ برتر بیلبورد هات ۱۰۰ ایالات متحده شد و به رتبه دو رسید. نخستین آلبوم استودیویی او به نام آتش‌بازی و رول‌بلیدها در ۵ آوریل ۲۰۲۴ منتشر شد.